# NGC 5530
NGC 5530 في الفهرس العام الجديد، هي مجرة، تقع في كوكبة السبع. اكتشفت في 7 أبريل 1837 بواسطة جون هيرشل.

## روابط خارجية
- NGC 5530 على موقع ويكي سكاي: DSS2, SDSS, GALEX, IRAS, Hydrogen α, X-Ray, Astrophoto, Sky Map, Articles and images